# Puy-de-Serre
Puy-de-Serre là một xã thuộc tỉnh Vendée trong vùng Pays de la Loire miền tây nước Pháp.